# Братська могила радянських воїнів у с. Вербське

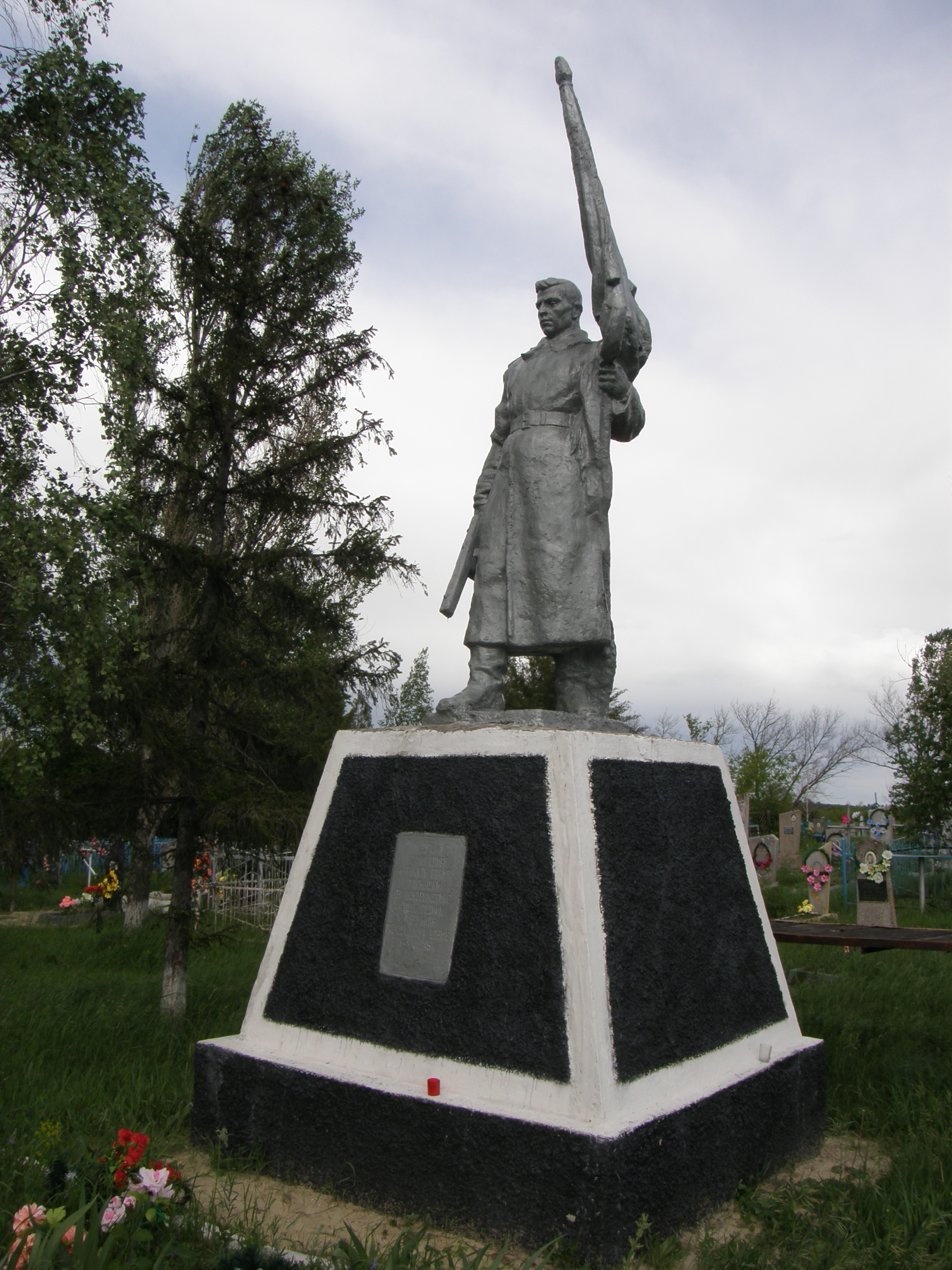
Братська могила радянських воїнів у селі Вербське

Братська могила радянських воїнів у селі Вербське Варварівської сільської ради Юр’ївського району Дніпропетровської області.

## Історія
Братська могила радянських воїнів знаходиться на східній околиці села  на громадянському кладовищі. У братській могилі поховано 30 воїнів — 177-ї та 203-ї стрілецьких дивізій 12 армії, які загинули при визволенні села Вербське від німецько-фашистських загарбників у вересні 1943 року. На могилі був встановлений обеліск, який у 1955 році було замінено на скульптуру «Воїн зі стягом». Територія пам’ятки — 8 × 10 м.

## Персоналії
Прізвища воїнів невідомі.

## Додаток
Напис на меморіальній дошці: «Вечная слава и память воинам, погибшим за освобождение нашей родины в Великой Отечественной Войне 1941—1945 гг.».
Поховання та територія пам’ятки упорядковані.